# Набережна
Набережна:
1. Берег, укріплений похилою чи стрімкою стіною з каменю, дерева тощо. Найчастіше пристосований до причалювання суден.

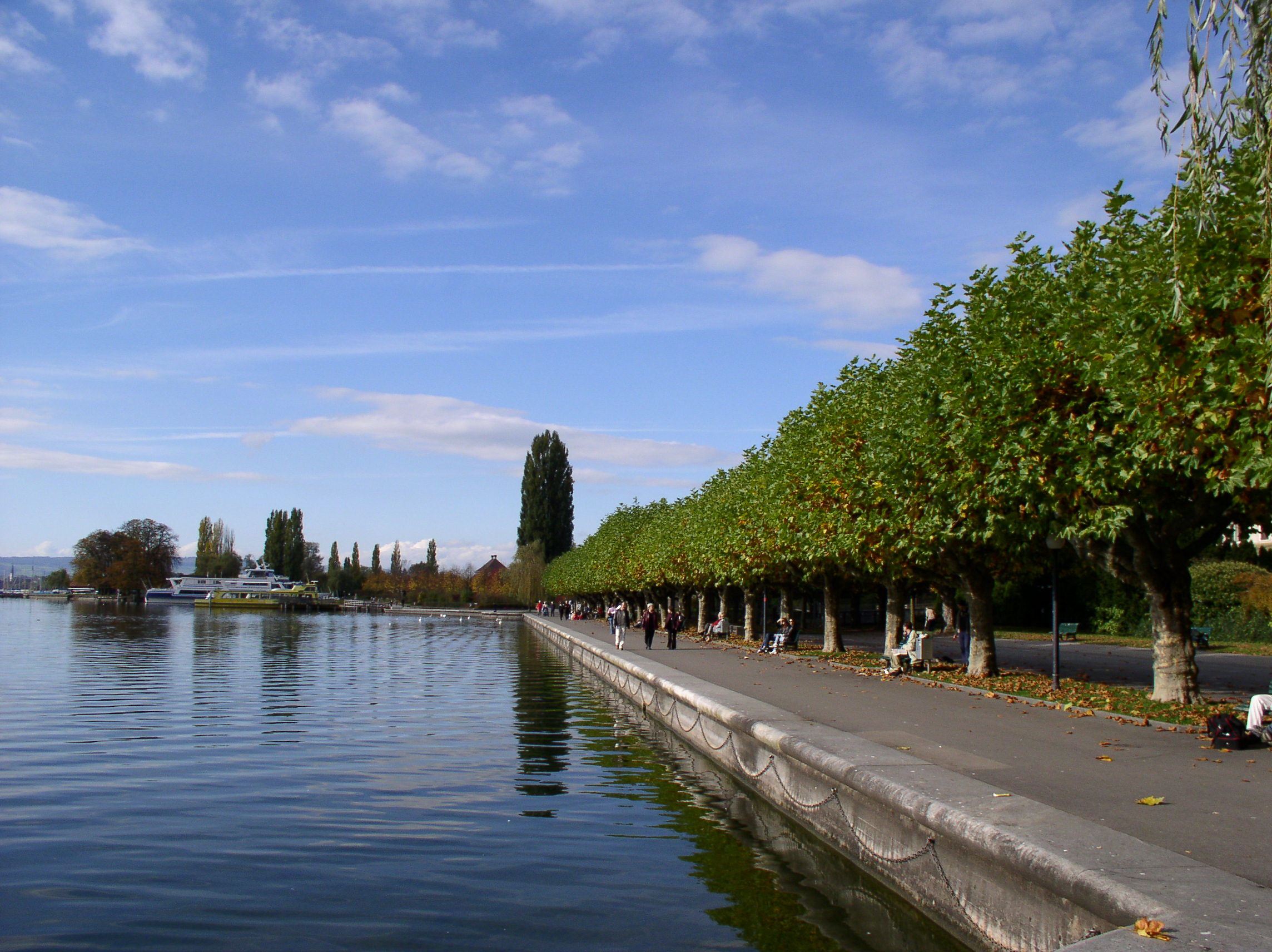
Набережна

2. Вулиця на березі річки, моря.

Набережна — споруда, що облямовує берегову лінію моря, річки. Служить для надання берегу правильної форми, зміцнення його, оберігання від розмиву, для зручного проходу та проїзду вздовж берега (міські набережні), для причалу  суден безпосередньо до території, полегшення передачі вантажів, а також переходу пасажирів з берега на судно і назад (портові набережні). Набережні в містах — проїзди (вулиці), розташовані уздовж берегів і обмежені з одного боку  міською забудовою або парком. Набережні як споруди виконуються зазвичай у вигляді  підпірних стінок, рідше у вигляді наскрізної конструкції  естакадного типу.